# Viticulture en Suède
La viticulture en Suède est marginale dans l'économie du pays ; elle couvrait une douzaine d'hectares et produisait, en 2006, 5 617 litres de vin, dont 3 632 litres en rouge et de 1 985 litres en blanc. D'une culture expérimentale, la vigne, classée en zone viticole A par l'Union européenne, est passée dans des domaines commerciaux en particulier dans le Gotland et l'Öland. La plus grande concentration de vignobles se trouve en Scanie.

## Histoire
|  |  |

Ce fut en 1050 que commença l'évangélisation de la Suède, avec Anschaire, missionnaire venu de Hambourg. Cette christianisation imposa la présence de petits vignobles monastiques, même si le climat suédois ne favorisait pas la culture viticole. 
Au cours du Moyen Âge, et grâce à la découverte de l'alambic, ce pays céréalier put distiller massivement ses grains et produire de l'alcool. Ce qui n'empêcha point que s'installât une tradition du vin chaud. Le roi de Suède Gustav Vasa, grand amateur se le faisait préparer avec un vin du Rhin, du sucre, du miel et des épices.
À partir de 1600, cette boisson aristocratique devint populaire et prit le nom de Glögg (vin chauffé). Le roi Adolf Fredrik tenta de mettre un frein à sa consommation. Mais en 1766, il autorisa chaque foyer à produire son propre alcool. Cette mesure fit qu'au début du XVIIIe siècle, la consommation d'alcool pur par an et par personne atteignit 45 litres.

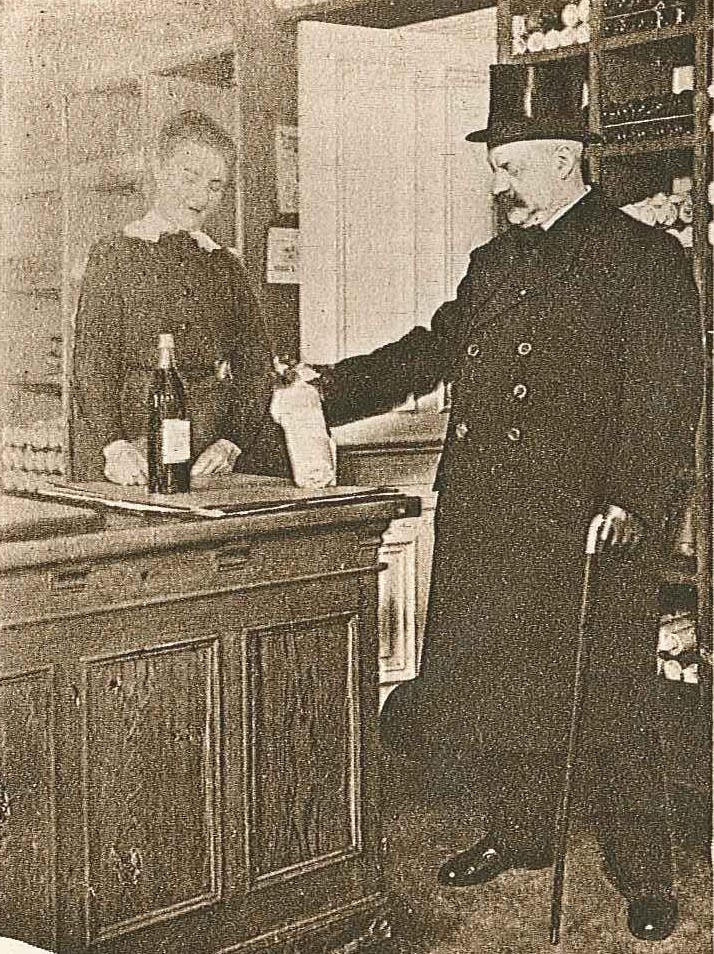
Emil Norlander, compositeur de chansons, journaliste, écrivain et éditeur de revues, achetant son vin chaud, Noël 1916

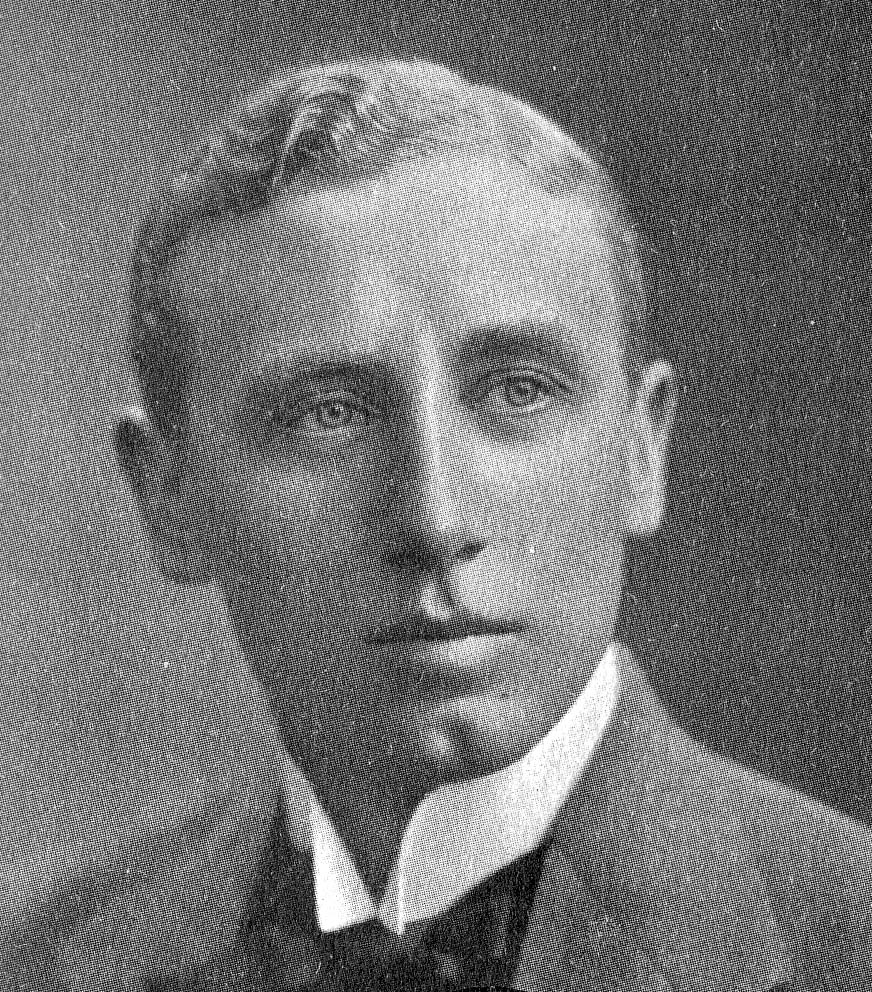
Ivan Bratt, photographié en 1915

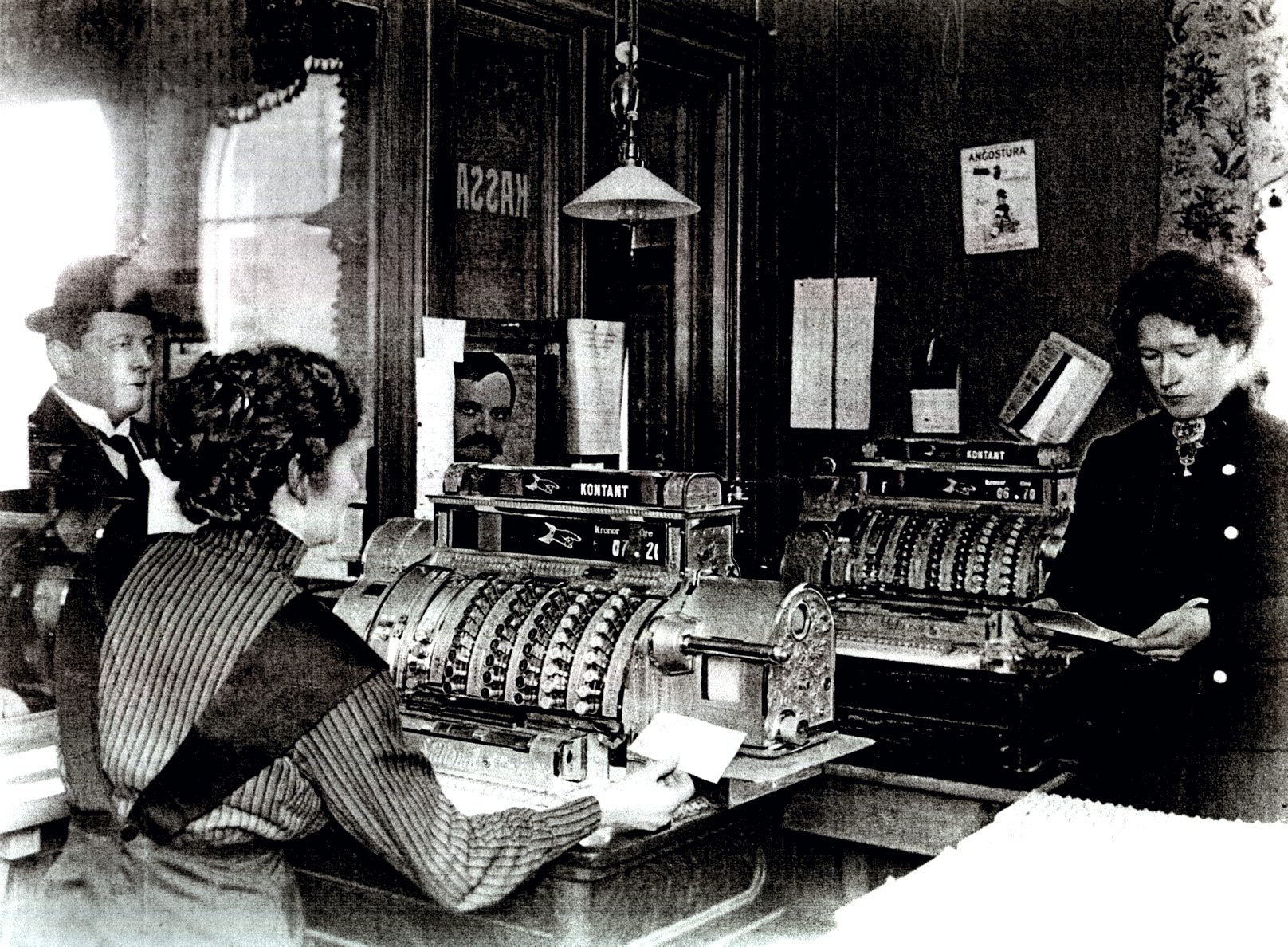
Systembolaget à Växjö, en 1916

Au cours du XIXe siècle, il y eut plusieurs tentatives gouvernementales pour essayer d'interdire la production  d'alcool domestique. Ce fut à cette époque que l'on vit se créer les ligues anti-alcooliques, en réaction à la consommation d’alcool excessive. Ce mouvement, fort de 350 000 militants, exigea une prohibition totale. 
Ivan Bratt (de), docteur en médecine et conseiller municipal de Stockholm, élabora un compromis en plaçant la vente d'alcool sous le contrôle de l’État. Le système Bratt prévoyait également un rationnement à terme. Pour faire face à cette restriction, des bars ouvrirent d'abord à Göteborg, puis dans d'autres villes. En 1870, il fut créé le Systembolaget qui attribuait à l'État bénéfices et taxes sur la vente de toutes les boissons alcoolisées. 
Dès les années 1890, la tradition du vin chaud s'amplifia lors de la période de Noël. Chaque marchand de vin proposait sa propre version qu’il vendait dans des bouteilles aux étiquettes ludiques pour préparer son propre vin chaud. 
À la fin de la Seconde Guerre mondiale le système de Bratt fut aboli. Le gouvernement suédois pour freiner la consommation taxa les boissons alcoolisées. Mais ce fut l'adhésion de la Suède à l'Union européenne qui changea la donne, en 1995. Au nom du principe de libre circulation des marchandises, le monopole Systembolaget contrôlant à la fois l’import, l’export, la production et la vente au détail, fut battu en brèche. 

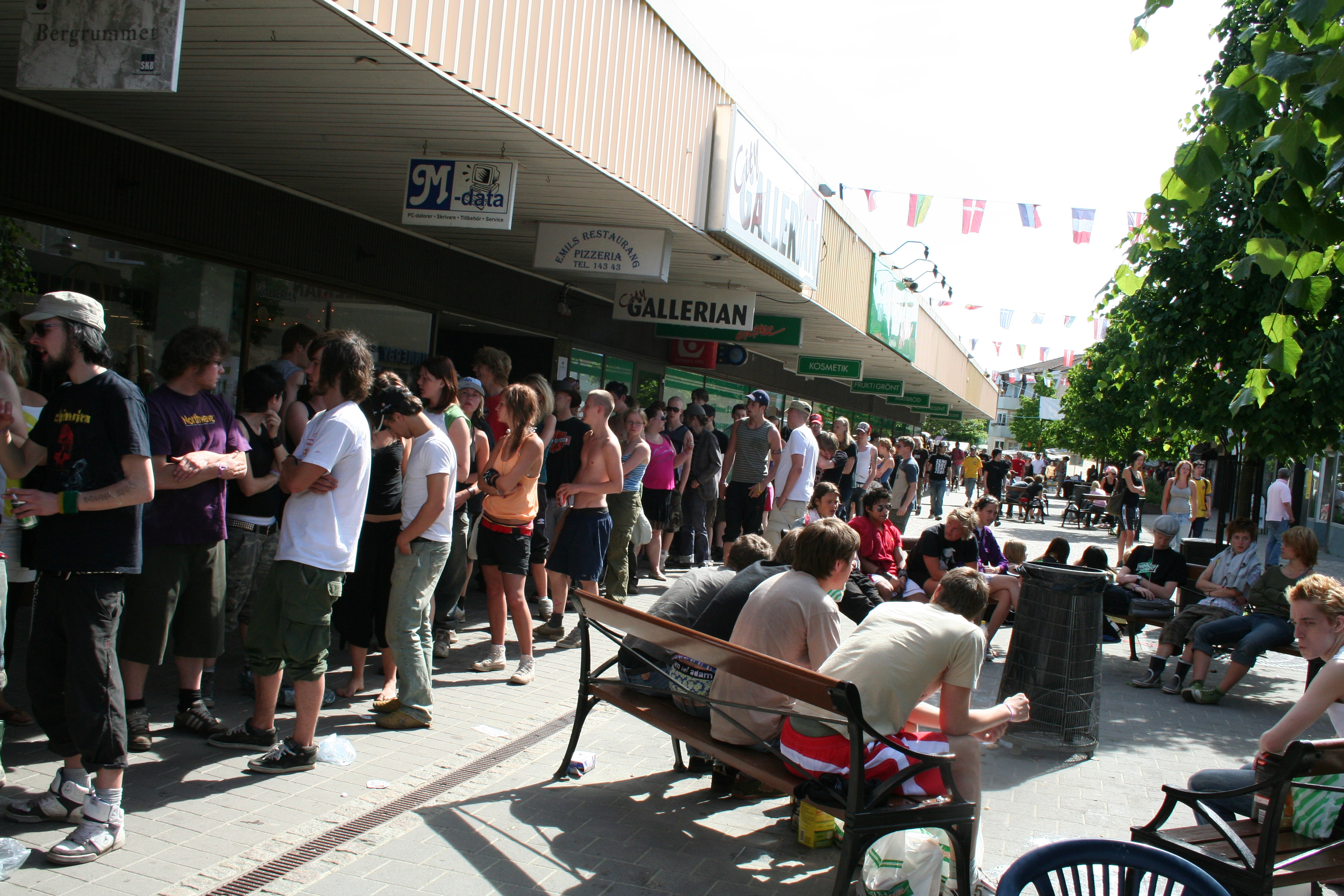
File d'attente devant le Systembolaget de Hultsfred en juin 2006

Il ne put garder que le contrôle de la vente au détail. Ce qui ouvrit le marché à des importateurs qui offrirent une large gamme de vins de qualité au Systembolaget et aux restaurants. Le vin fut dès lors perçu différemment en Suède.

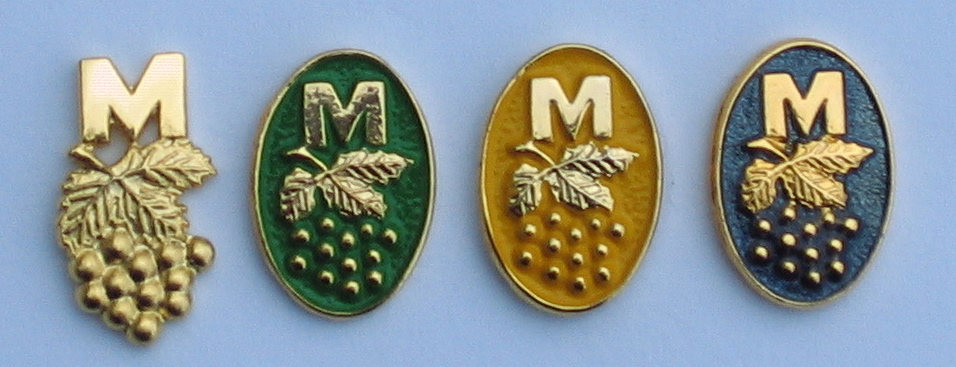
Insignes des quatre grades des Munskänkarna

Une évolution qu'avait anticipée les Munskänkarna, organisation fondée à Stockholm en 1958 et qui réunit lors de ses chapitres les passionnés de vin. Depuis 2000, elle s'est étendue à la Finlande où a été créée la Suomen Munskänkarnan en langue finnoise, puis en 2002, une en langue suédoise dénommée Svenska Munskänkarna.

## Situation géographique

### Climat
Le sud de la Suède jouit d'un climat semi-continental ou climat tempéré froid (Dfb selon la classification de Köppen). Les hivers y sont relativement froids mais de courte durée et les températures ne sont que très rarement excessivement basses (la température la plus froide enregistrée est de −22 °C) et régulièrement positives. Les étés sont relativement doux mais peuvent parfois être chauds (la température la plus élevée enregistrée est de 32 °C. Il pleut régulièrement et toute l'année, en cela le climat de Malmö tient plus du climat océanique que continental. Néanmoins, le printemps est généralement plus sec que l'automne qui est la saison la plus pluvieuse.
| Mois                              | jan. | fév. | mars | avril | mai | juin | jui. | août | sep. | oct. | nov. | déc. | année |
| --------------------------------- | ---- | ---- | ---- | ----- | --- | ---- | ---- | ---- | ---- | ---- | ---- | ---- | ----- |
| Température minimale moyenne (°C) | −2   | −2   | −1   | 1     | 6   | 10   | 12   | 12   | 8    | 5    | 2    | −1   | 4     |
| Température moyenne (°C)          | 0    | −1   | 2    | 5     | 11  | 14   | 16   | 16   | 12   | 8    | 4    | 1    | 7     |
| Température maximale moyenne (°C) | 1    | 1    | 4    | 8     | 15  | 18   | 20   | 20   | 15   | 11   | 6    | 3    | 10    |
| Précipitations (mm)               | 69   | 38   | 58   | 36    | 41  | 58   | 69   | 74   | 71   | 79   | 69   | 74   | 701   |

## Vignoble

### Présentation

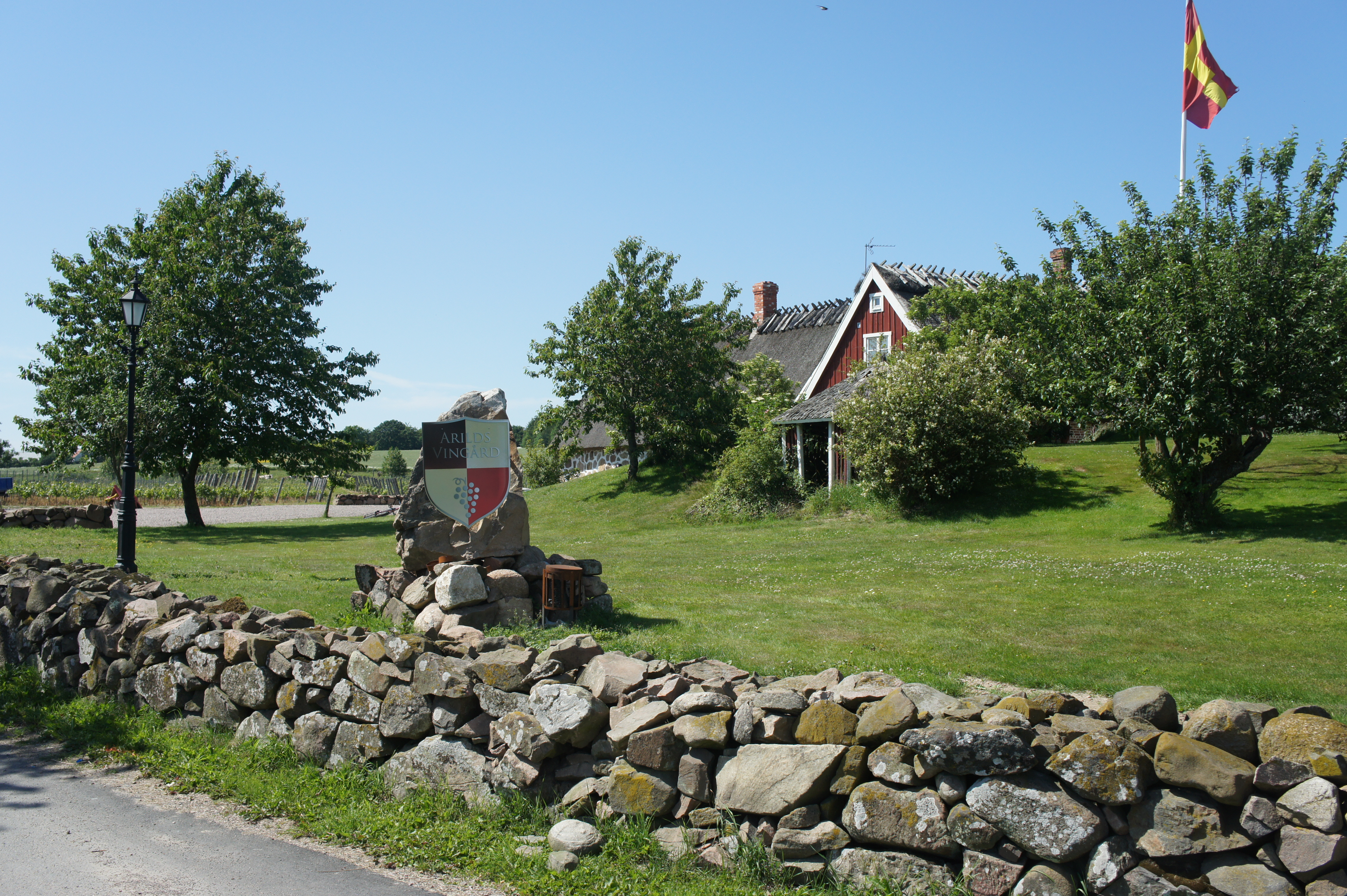
Propriété viticole à Arild

Le vignoble est cantonné sur la côte sud, sur l'ile de Gotland, entre le 58e et le 57e parallèle, sur celle d'Öland, du 57,40 au 56,45} de latitude nord. Certaines vignes se rencontrent encore près du 59e parallèle.

### Encépagement
Les variétés de raisin sont adaptées aux climats froids comme le Vidal, un cépage d'origine française résultat du croisement de vitis vinifera et de vitis riparia. Particulièrement bien adapté au climat rigoureux, il est utilisé tant pour les vins de table, les vins blancs secs ou mousseux, les vendanges tardives ou les vins de glace. Mais certains vignobles utilisent des cépages qualitatifs tels que le Chardonnay, le Merlot ou le Cabernet Franc.
Cépages autorisés en Suède
Cépages blancs
| - Bacchus - Bianca - Chardonnay - Kerner - Madeleine Angevine 7672 - Précoce de Malingre - Merzling | - Müller-Thurgau - Orion - Ortega - Phoenix - Reichensteiner - Riesling - Sauvignon Blanc | - Seyval blanc - Siegerrebe - Solaris - Vidal blanc - Zalas perle |

Cépages rouges
| - Acolon - Cabernet Dorsa - Cabernet Franc - Pinot noir précoce | - Garanoir - Léon Millot - Merlot | - Pinot Noir - Regent - Rondo |

### Méthodes culturales et réglementaires
Dans le cadre de l'union européenne, l'annexe III, point 1 c, du règlement n° 1493/1999 prévoit que les vignes de la Suède font partie de la zone viticole A. Ce qui l'autorise à produire des vins de table avec indication géographique.
Le phylloxéra ne pouvant survivre aux rigueur de l'hiver, les vignes sont franches de pied et comme les attaques du mildiou et de l'oïdium sont inexistantes, elles sont menées en culture biologique.

### Vinification et élevage

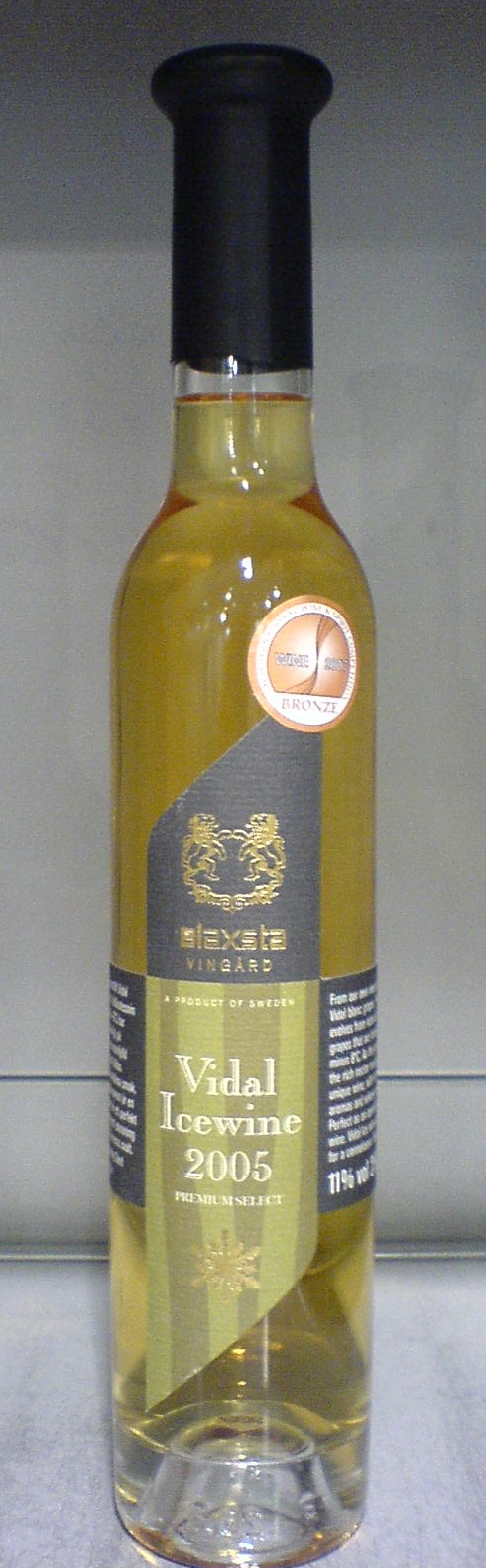
Vin de glace élaboré à base du cépage Vidal, vignoble de Blaxsta

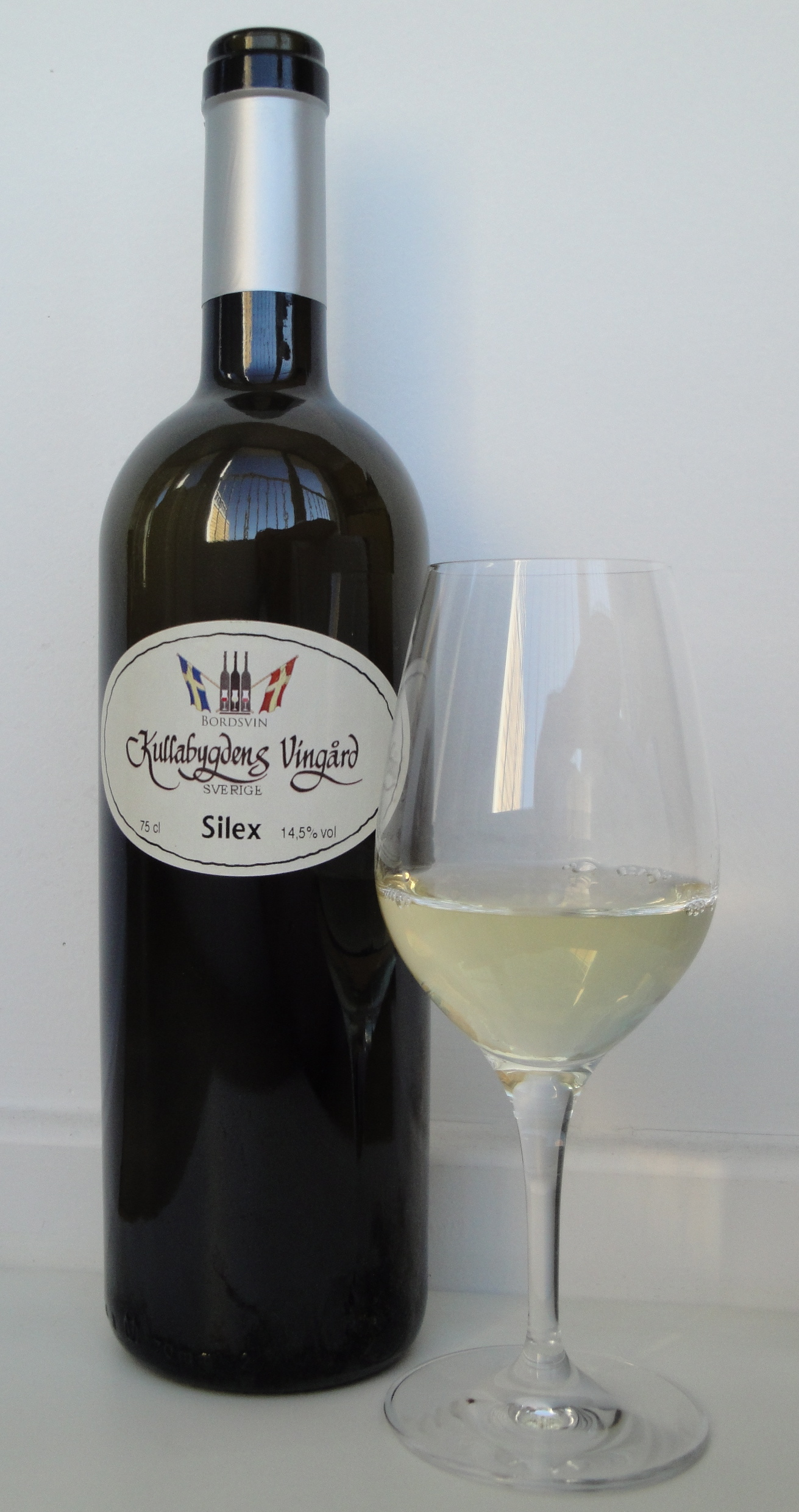
Vignoble de Kullabygdens. Vin de table rouge à base de Solaris

Comme le jour dure plus longtemps en Suède pendant la période végétative, les raisins sont exposés à plus de lumière que la moyenne européenne. Cette particularité leur permet de murir complètement. La présence d'un taux de sucre important dans les baies des différents cépages donne des vins équilibrés en dépit des contraintes climatiques.

### Terroir et vins
Le climat nordique n'étant pas favorable à l'obtention de grands crus, le vignoble produit des vins de table. Dans cette catégorie, les blancs offrent un bon équilibre entre sucre et acidité. La palette de leurs arômes s'étale des fleurs fraîches aux fruits mûrs avec des notes d'amandes et de vanille.
Certains producteurs élaborent du vin de glace à base du cépage vidal. Cette variété récoltée à pleine maturité, donne un vin gras et savoureux. Ses arômes caractéristiques sont le chèvrefeuille, la pêche, la noisette et la poire. Ces vins ont été distingués lors des concours internationaux, à Londres en 2003, 2005 et 2007 ainsi qu'au Challenge du vin à Bordeaux en 2005. 

### Structure des exploitations
Si la viticulture suédoise possède entre cinquante et cent vignobles qui produisent du vin familialement, seuls cinq domaines se sont lancés dans la commercialisation de leurs vins. Sont proposés sur le marché, depuis 1985, les mousseux d'Åkessons élaborés à base de cépages français. Les vins du domaine de Gutevin, sur l’île de Gotland, qui sont commercialisés depuis 1997 ; ceux du domaine de Wannborga sur l’île d’Öland, ainsi que les vins de Kullabygdens et du vignoble de Blaxsta.

### Commercialisation
En 2006, la Suède a mis sur le marché 92 000 bouteilles, pour une superficie déclarée de 12,5 hectares. Ces vins ne sont généralement vendus qu'à la propriété.